# Anna Ustyukhina
Anna Vladimirovna Ustyukhina (em russo:  Анна Владимировна Устюхина; Volgodonsk, 18 de março de 1989) é uma jogadora de polo aquático russa, medalhista olímpica.

## Carreira
Ustyukhina fez parte da equipe que conquistou a medalha de bronze pela Rússia nos Jogos do Rio de Janeiro, em 2016.